# Monna Vanna (Rajmáninov)

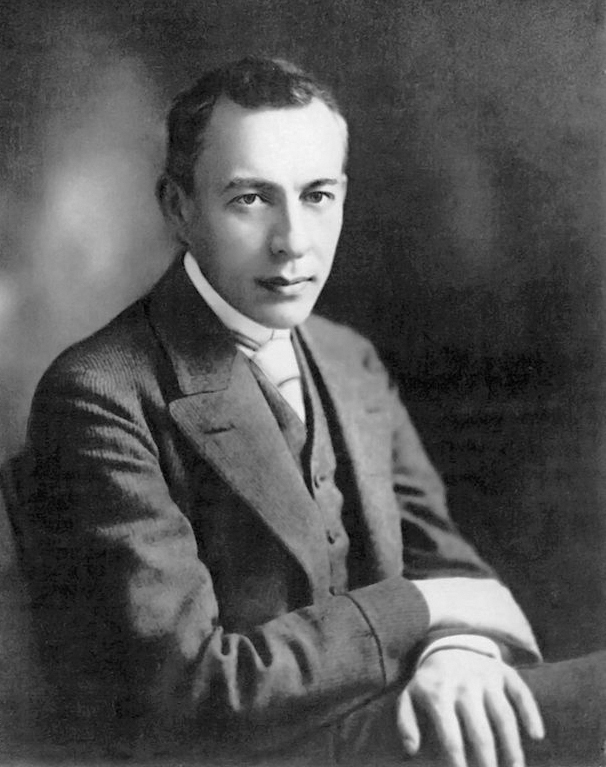
Serguéi Rajmáninov

Monna Vanna (en cirílico, Монна Ванна) es una ópera inacabada con música de Serguéi Rajmáninov basada en una obra de Maurice Maeterlinck.  Rajmáninov había completado el Acto I en una partitura vocal corta, con acompañamiento de piano, y luego pidió permiso para dar al texto un tratamiento de tres actos.  Sin embargo, otro compositor, Henry Février, había para entonces recibido los derechos para poner música al texto. De haber terminado el trabajo Rajmáninov, no hubiera podido producirse en los países europeos que había firmado tratados de derechos de autor sobre la obra de Maeterlinck.  Esta ópera solo podía haberse producido en países, como Rusia, que en aquella época no habían firmado la ley del copyright europeo.  Al final, Rajmáninov abandonó seguir trabajando en esta ópera y nunca escribió la partitura completa.
Años después, a petición de Sophie Satin, la cuñada de Rajmáninov, Igor Buketov preparó una edición orquestada para representar el Acto I, que dirigió en su estreno mundial con la Orquesta de Filadelfia el 11 de agosto de 1984 en Saratoga, Nueva York con Tatiana Troyanos en el rol titular, Sherrill Milnes como Guido, y John Alexander como padre de Guido. También hizo la primera grabación de la obra, con la Orquesta Sinfónica de Islandia.

## Personajes
| Personaje                    | Tesitura | Reparto del estreno Acto I interpretado, 11 de agosto de 1984 (Director: Igor Buketov) |
| ---------------------------- | -------- | -------------------------------------------------------------------------------------- |
| Guido, comandante militar    | barítono | Sherrill Milnes                                                                        |
| Padre de Guido               | tenor    | John Alexander                                                                         |
| Monna Vanna, esposa de Guido | soprano  | Tatiana Troyanos                                                                       |
| Torello                      |          |                                                                                        |
| Borso                        |          |                                                                                        |
| Coro (fuera de escena)       |          |                                                                                        |